# Caiophora pulchella
Caiophora pulchella är en brännreveväxtart som beskrevs av Ignatz Urban och Gilg. Caiophora pulchella ingår i släktet Caiophora och familjen brännreveväxter. Inga underarter finns listade i Catalogue of Life.